# Dolichopeza (Sinoropeza) pluricoma
Dolichopeza (Sinoropeza) pluricoma is een tweevleugelige uit de familie langpootmuggen (Tipulidae). De soort komt voor in het Palearctisch gebied.